# Róbert Gátai
Róbert Gátai (* 26. Mai 1964 in Budapest) ist ein ehemaliger ungarischer Florettfechter.

## Erfolge
Róbert Gátai gewann mit der Mannschaft 1987 in Lausanne die Bronzemedaille bei den Weltmeisterschaften. Zweimal nahm er an Olympischen Spielen teil: 1988 unterlag er in Seoul im Mannschaftswettbewerb im Halbfinale nach einem 8:8-Unentschieden aufgrund des schlechteren Trefferverhältnisses gegen die Sowjetunion. Im Gefecht um Platz drei setzte sich die ungarische Equipe mit 9:5 gegen die Mannschaft der DDR durch, sodass Gátai gemeinsam mit István Busa, Zsolt Érsek, István Szelei und Pál Szekeres die Bronzemedaille erhielt. Die Einzelkonkurrenz schloss er auf dem 14. Rang ab. Bei den Olympischen Spielen 1992 in Barcelona verpasste er mit der Mannschaft als Vierter knapp einen weiteren Medaillengewinn. 